# Vyšší odborná škola, Střední odborná škola a Střední odborné učiliště, Kopřivnice
Střední škola a Vyšší odborná škola, Kopřivnice, příspěvková organizace (SŠ a VOŠ, Kopřivnice, p. o.) je Střední škola a Vyšší odborná škola v Moravskoslezském kraji vyučující převážně technické obory. Ředitelem školy je Ing Jiří Pištecký. Některé obory lze studovat na škole také dálkovou formou. Škola také poskytuje možnost nástavbového studia v oboru Provozní technika k dodělání Státní maturity pro studenty s výučním listem v technickém oboru.
Škola je vybavená fitcentrem, školním bufetem, nápojovými a potravinovými automaty, multimediálními učebny a bezbariérovým přístupem. Na škole je možné i ubytování pro studenty v budově DM nedaleko od školy (asi 750m).
V blízkostí školy se nachází DiscGolf hřiště (asi 400 m), na které je možné chodit hrát o volných hodinách. Dále studenti mohou využít krytý bazén se saunou nebo fit centrum a to jak ve volných chvílích tak i v některých hodinách TEV (tělesné výchovy).

## Historie
Škola byla založena v Kopřivnici v roce 1948 jako Střední průmyslová škola a měla pomoci Tatře k vyškolení odborníků v oblasti automobilové konstrukce. Kolem roku 1959 byly zrušeny speciální části a zůstaly jen univerzální technické studijní obory. V roce 1987 byla škola přesunuta do moderní budovy v blízkosti bazénu nad městem Kopřivnice (ulice Husova). Od roku 1992 zahájila škola první studium Vyšší odborné školy, v současné době se nachází v hlavní budově školy. V roce 1994 byla škola rozšířena o obchodní akademii a v roce 2003 byla škola spojena se Středním odborným učilištěm v Kopřivnici. Technické lyceum zahájila škola v roce 2000 a Ekonomické lyceum v roce 2007, v současné době se ale tyto obory lycea ve škole nenachází. Od roku 2015 je škola pokrytá Wi-Fi.

## Studium

### Vyšší odborné vzdělání
Škola nabízí tříleté denní studium a čtyřleté Dálkové studium zakončené absolutoriem v těchto oborech:
- 23-41-N/03 Strojírenství
- 63-41-N/14 Ekonomika podniku a management

V posledním pololetí (6. studijní období) studenti denního studia vykonávají praxi ve firmách. Roční školné 3000 Kč ale z prospěchových nebo sociálních důvodů lze získat 50% slevu. Absolventi ekonomiky jsou zvýhodněni při přechodu na VŠ podnikání, Ostrava (uznání některých předmětů). Studenti strojírenství mají výuku CAD a CAM systémů a možnost získání certifikátu Autodesk Inventor Professional.

### Úplné střední odborné vzdělání s maturitou (bez vyučení)
Škola nabízí čtyřleté denní studium zakončené maturitní zkouškou v těchto oborech:
- 23-41-M/01 Strojírenství

### Úplné střední odborné vzdělání s odborným výcvikem a maturitou
Škola nabízí čtyřleté denní studium zakončené maturitní zkouškou v těchto oborech:
- 23-45-L/01 Mechanik seřizovač
- 39-41-L/01 Autotronik

### Střední odborné vzdělání s výučním listem
Škola nabízí tříleté denní studium zakončené výučnim listem v těchto oborech:
- 23-51-H/01 Strojní mechanik
- 23-55-H/02 Karosář
- 23-56-H/01 Obráběč kovů
- 23-61-H/01 Autolakýrník
- 23-68-H/01 Mechanik opravář motorových vozidel
- 26-57-H/01 Autoelektrikář

### Úplné střední odborné vzdělání s vyučením i maturitou - nástavbové studium
Pro studenty s výučnim listem (z technického oboru), škola nabízí dvouleté denní studium zakončené maturitní zkouškou v těchto oborech:
- 23-43-L/51 Provozní technika